# Scomadi

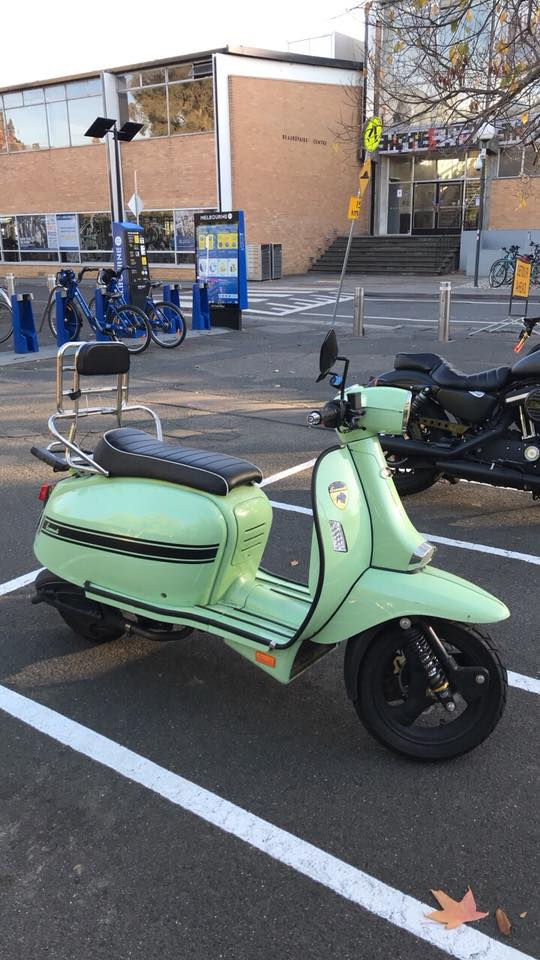
Scomadi Motorroller

Scomadi ist ein britischer Hersteller von Motorrollern.

## Geschichte
Die Gründung der Firma Scomadi Ltd erfolgte im Jahr 2005 durch Frank Sanderson und Paul Melici, die beide auf lange Branchenerfahrung zurückblicken können. Sanderson ist Inhaber der Firma Scooter Innovation Ltd und Melici ist Eigentümer von PM Tuning Ltd. Als nach dem gemeinsamen Bau mehrerer handgefertigter Replika-Fahrzeuge einer Lambretta diese überraschend gut verkauft werden konnten und nachfragebedingt weitere Fahrzeuge angefertigt wurden, entschloss man sich zur industriellen Fertigung eines Modelles mit mehreren Motorvarianten.

## Turismo Leggera
Nach mehrjähriger Entwicklungszeit hat Scomadi eine Replik der Lambretta auf der Motorrad-Messe Intermot 2014 vorgestellt. Die mit moderner Technik ausgestatteten Modelle namens Turismo Leggera (abgekürzt TL) lehnen sich optisch stark an ihr Vorbild an. Als Antrieb kommen zeitgemäße Motoren von Sym zum Einsatz.

## Fertigung
Die Fahrzeuge wurden bei Hanway in Changzhou (China) hergestellt und durchliefen anschließend in England einen umfangreichen Qualitätssicherungsprozess, weshalb sie auch eine englische Fahrgestellnummer (FIN) erhielten. Seit 2017 baut Scomadi nicht mehr in China, die Produktion wurde nach Thailand verlegt.

## Geplanter Motor von Piaggio
Ursprünglich war geplant, das Spitzenmodell mit einem Motor von Piaggio zu liefern, allerdings versagte Piaggio die Lieferung, obwohl sich Piaggio explizit darum bemüht, seine Motoren auch in Modelle anderer Hersteller zu implementieren. Gerüchten zufolge befürchtete Piaggio eine allzu große Konkurrenz auf dem Markt der Retro-Motorroller, jedenfalls wurde ein bereits unterfertigter Vorvertrag über die Lieferung von Motoren vom Vorstand der Firma Piaggio später nicht abgesegnet.

## Varianten
|                              | TL 50                                                 | TL 125                                                | TL 125                                                | TL 200                                                | TL 250                    | TL 400                    |
| ---------------------------- | ----------------------------------------------------- | ----------------------------------------------------- | ----------------------------------------------------- | ----------------------------------------------------- | ------------------------- | ------------------------- |
| Bauzeit                      | seit 2015                                             | seit 2015                                             | ab 2017                                               | ab Mai 2016                                           | ab 2017                   | ab 2017                   |
| Motorenlieferant             | Sym                                                   | Sym                                                   |                                                       |                                                       |                           | Eigenbau                  |
| Motorbauart                  | Einzylinder-Viertaktmotor                             | Einzylinder-Viertaktmotor                             | Einzylinder-Viertaktmotor                             | Einzylinder-Viertaktmotor                             | Einzylinder-Viertaktmotor | Einzylinder-Viertaktmotor |
| Ventile                      | Vergaser                                              | Vergaser                                              | 4V TwinCam                                            | 4V TwinCam                                            | 4V TwinCam                | 4V TwinCam                |
| Kühlung                      | Luft                                                  | Luft                                                  | Flüssigkeit                                           | Flüssigkeit                                           | Flüssigkeit               | Flüssigkeit               |
| Gemischaufbereitung          | Vergaser                                              | Vergaser                                              | Einspritzung                                          | Einspritzung                                          | Einspritzung              | Einspritzung              |
| Hubraum                      | 49,6 cm³                                              | 124 cm³                                               | 124 cm³                                               | 200 cm³                                               | 250 cm³                   | 385 cm³                   |
| Bohrung × Hub (mm)           | 39,0 × 41,5                                           | 52,4 × 57,8                                           |                                                       |                                                       |                           |                           |
| max. Leistung (PS) bei 1/min | 2,4 kW 7500                                           | 7,25 kW (9,86 PS) 7300                                | 11 kW (15 PS)                                         | 16 kW (22 PS)                                         | ca. 22 kW (30 PS)         | ca. 38 kW (44 PS)         |
| max. Drehmoment bei 1/min    | 3,2 Nm 7200                                           | 9,67 Nm 7200                                          |                                                       |                                                       |                           |                           |
| Getriebe                     | stufenloses Variomatikgetriebe mit Fliehkraftkupplung | stufenloses Variomatikgetriebe mit Fliehkraftkupplung | stufenloses Variomatikgetriebe mit Fliehkraftkupplung | stufenloses Variomatikgetriebe mit Fliehkraftkupplung | 6 Gänge                   | Auto                      |

 30 Exemplare mit 250-cm³- bzw. 300-cm³-Motoren von Piaggio wurden als Vorserie gebaut.